# Kabinett Vanhanen I
Das Kabinett Vanhanen I war das 69. Kabinett in der Geschichte Finnlands. Es amtierte vom 24. Juni 2003 bis zum 19. April 2007.  Beteiligte Parteien waren Zentrumspartei (KESK), Sozialdemokratische Partei (SDP) und Schwedische Volkspartei (RKP).
Nach dem Rücktritt von Anneli Jäätteenmäki von Amt des Ministerpräsidenten und vom Vorsitz der Zentrumspartei, folgte der bisherige Verteidigungsminister
Matti Vanhanen als neuer Ministerpräsident.

## Minister
| Amt                                                  | Name              | Amtszeit                            | Partei |
| ---------------------------------------------------- | ----------------- | ----------------------------------- | ------ |
| Ministerpräsident                                    | Matti Vanhanen    | 24. Juni 2003 – 19. April 2007      | KESK   |
| Stellvertretender Ministerpräsident                  | Antti Kalliomäki  | 24. Juni 2003 – 23. September 2005  | SDP    |
| Stellvertretender Ministerpräsident                  | Eero Heinäluoma   | 23. September 2005 – 19. April 2007 | SDP    |
| Ministerin im Büro des Ministerpräsidenten           | Paula Lehtomäki   | 24. Juni 2003 – 2. September 2005   | KESK   |
| Ministerin im Büro des Ministerpräsidenten           | Mari Kiviniemi    | 2. September 2005 – 3. März 2006    | KESK   |
| Ministerin im Büro des Ministerpräsidenten           | Paula Lehtomäki   | 3. März 2006 – 19. April 2007       | KESK   |
| Außenminister                                        | Erkki Tuomioja    | 24. Juni 2003 – 19. April 2007      | SDP    |
| Ministerin für Außenhandel und Entwicklung           | Paula Lehtomäki   | 24. Juni 2003 – 2. September 2005   | KESK   |
| Ministerin für Außenhandel und Entwicklung           | Mari Kiviniemi    | 2. September 2005 – 3. März 2006    | KESK   |
| Ministerin für Außenhandel und Entwicklung           | Paula Lehtomäki   | 3. März 2006 – 19. April 2007       | KESK   |
| Minister im Außenministerium                         | Jan-Erik Enestam  | 24. Juni 2003 – 31. Dezember 2006   | RKP    |
| Minister im Außenministerium                         | Stefan Wallin     | 1. Januar 2007 – 19. April 2007     | RKP    |
| Justizminister/in                                    | Johannes Koskinen | 24. Juni 2003 – 23. September 2005  | SDP    |
| Justizminister/in                                    | Leena Luhtanen    | 23. September 2005 – 19. April 2007 | SDP    |
| Innenminister                                        | Kari Rajamäki     | 24. Juni 2003 – 19. April 2007      | SDP    |
| Minister für regionale und kommunale Angelegenheiten | Hannes Manninen   | 24. Juni 2003 – 19. April 2007      | KESK   |
| Verteidigung                                         | Seppo Kääriäinen  | 24. Juni 2003 – 19. April 2007      | KESK   |
| Finanzminister                                       | Antti Kalliomäki  | 24. Juni 2003 – 23. September 2005  | SDP    |
| Finanzminister                                       | Eero Heinäluoma   | 23. September 2005 – 19. April 2007 | SDP    |
| Ministerin für Koordination der Finanzen             | Ulla-Maj Wideroos | 24. Juni 2003 – 19. April 2007      | RKP    |
| Bildungsminister/in                                  | Tuula Haatainen   | 24. Juni 2003 – 23. September 2005  | SDP    |
| Bildungsminister/in                                  | Antti Kalliomäki  | 23. September 2005 – 19. April 2007 | SDP    |
| Kulturministerin                                     | Tanja Saarela     | 24. Juni 2003 – 19. April 2007      | KESK   |
| Minister für Land- und Forstwirtschaft               | Juha Korkeaoja    | 24. Juni 2003 – 19. April 2007      | KESK   |
| Ministerin für Verkehr und Kommunikation             | Leena Luhtanen    | 24. Juni 2003 – 23. September 2005  | SDP    |
| Ministerin für Verkehr und Kommunikation             | Susanna Huovinen  | 23. September 2005 – 19. April 2007 | SDP    |
| Minister für Handel und Industrie                    | Mauri Pekkarinen  | 24. Juni 2003 – 19. April 2007      | KESK   |
| Ministerin für Soziales und Gesundheit               | Sinikka Mönkäre   | 24. Juni 2003 – 23. September 2005  | SDP    |
| Ministerin für Soziales und Gesundheit               | Tuula Haatainen   | 23. September 2005 – 19. April 2007 | SDP    |
| Ministerin für Gesundheit und soziale Dienste        | Liisa Hyssälä     | 24. Juni 2003 – 19. April 2007      | KESK   |
| Arbeitsministerin                                    | Tarja Filatov     | 24. Juni 2003 – 19. April 2007      | SDP    |
| Umweltminister                                       | Jan-Erik Enestam  | 24. Juni 2003 – 31. Dezember 2006   | RKP    |
| Umweltminister                                       | Stefan Wallin     | 1. Januar 2007 – 19. April 2007     | RKP    |
| Minister im Umweltministerium                        | Hannes Manninen   | 24. Juni 2003 – 19. April 2007      | KESK   |